# 竹内愛一
竹内 愛一（たけうち よしかず、1903年 - 1972年）は、京都府出身のプロ野球選手（投手）、監督。
小野三千麿、谷口五郎、湯浅禎夫が「大正三大投手」とされているが大和球士はこれに竹内と内村祐之を加えて五大投手と称した。

## 来歴・人物
1921年に京都一商で全国高等学校野球選手権大会準優勝。早稲田大学野球部でも引き続き投手として活躍し、19年ぶりに行われた1925年の早慶戦でドロップを武器に、先発・完封した。
早大卒業後は、社会人野球の全京都、神戸スタークラブを経て、1941年にはプロ野球・朝日軍の監督に就任（同年は選手兼任）し、1942年・1943年には弱小だった同チームをAクラスまで引き上げた。
戦後の1946年には中部日本の監督に就任。ショーマンシップがあったが、酒絡みのトラブルで選手からは反発され、7月には更迭された。同年、プロ野球加盟を目指す東京カッブスの監督に就任するが、早朝からの飲酒・放蕩等の不行跡のため、またしても更迭された。
1947年には国民野球連盟加入を目指す熊谷ゴールデン・カイツの監督として登録されるが、親会社の熊谷組が同リーグの宇高レッドソックスを買収したため、頓挫した。同年秋には京都府出身者を中心に「京都団」というチームの結成を試みたが、叶わなかった。

## 詳細情報

### 年度別投手成績
| 年 度     | 球 団     | 登 板 | 先 発 | 完 投 | 完 封 | 無 四 球 | 勝 利 | 敗 戦 | セ 丨 ブ | ホ 丨 ル ド | 勝 率 | 打 者 | 投 球 回 | 被 安 打 | 被 本 塁 打 | 与 四 球 | 敬 遠 | 与 死 球 | 奪 三 振 | 暴 投 | ボ 丨 ク | 失 点 | 自 責 点 | 防 御 率 | W H I P |
| --------- | --------- | ----- | ----- | ----- | ----- | -------- | ----- | ----- | -------- | ----------- | ----- | ----- | -------- | -------- | ----------- | -------- | ----- | -------- | -------- | ----- | -------- | ----- | -------- | -------- | ------- |
| 1941      | 朝日      | 1     | 0     | 0     | 0     | 0        | 0     | 0     | --       | --          | ----  | 18    | 2.2      | 3        | 0           | 6        | --    | 1        | 2        | 1     | 0        | 5     | 1        | 3.00     | 3.38    |
| 通算：1年 | 通算：1年 | 1     | 0     | 0     | 0     | 0        | 0     | 0     | --       | --          | ----  | 18    | 2.2      | 3        | 0           | 6        | --    | 1        | 2        | 1     | 0        | 5     | 1        | 3.00     | 3.38    |

### 年度別監督成績
| 年度 | 球団     | 順位 | 試合 | 勝利 | 敗戦 | 引分 | 勝率 |
| ---- | -------- | ---- | ---- | ---- | ---- | ---- | ---- |
| 1941 | 朝日     | 8位  | 85   | 25   | 59   | 1    | .298 |
| 1942 | 朝日     | 4位  | 105  | 49   | 50   | 6    | .495 |
| 1943 | 朝日     | 3位  | 84   | 41   | 36   | 7    | .532 |
| 1946 | 中部日本 | 7位  | 36   | 13   | 21   | 2    | .382 |
| 通算 | 通算     | 通算 | 310  | 128  | 166  | 16   | .435 |

### 背番号
- 30 （1941年 - 1943年、1946年）